# Lennart Carlsson
Karl Gustaf Lennart Carlsson (ur. 30 grudnia 1932 w Linköping, zm. 16 stycznia 2013 w Trollhättan) – szwedzki lekkoatleta, chodziarz.
Czwarty zawodnik mistrzostw Europy w 1958 w chodzie na 20 kilometrów z wynikiem 1:35:38,4.
Podczas igrzysk olimpijskich w Rzymie (1960) zajął 14. miejsce w chodzie na 20 kilometrów z czasem 1:40:25,0.

## Rekordy życiowe
- Chód na 20 kilometrów – 1:33:37 (1958)